# Saint-Étienne-de-Fontbellon
Saint-Étienne-de-Fontbellon település Franciaországban, Ardèche megyében. Lakosainak száma 2894 fő (2022. január 1.). Saint-Étienne-de-Fontbellon Ailhon, Aubenas, Mercuer, Saint-Sernin és Vogüé községekkel határos.

## Népesség
A település népessége az elmúlt években az alábbi módon változott:
| Lakosok száma | 1163 | 1906 | 2143 | 2465 | 2541 | 2675 | 2717 | 2833 | 2880 | 2894 |
|               | 1968 | 1982 | 1990 | 2006 | 2013 | 2015 | 2017 | 2019 | 2020 | 2022 |